# Cian
Cian, eller Ci'an, född Niuhuru 1837, död 8 april 1881, var en kinesisk kejsarinna och regent, känd i Kina som den Östra änkekejsarinnan.  Hon var gift med Xianfeng-kejsaren och, gemensamt med änkekejsarinnan Cixi, Kinas regent som förmyndare under två omyndiga kejsare: 1861-1873, och 1874-1881.

## Biografi
Cian, som ursprungligen hette Niuhuru, var dotter till den mäktige ämbetsmannen Muyangga ur Manchu-klanen Niuhuru, och Giyang från Giyang-klanen. Hon blev först konkubin till Xianfeng, i april 1852 fick hon titeln kejserlig gemål, och 24 juli 1852 titeln kejsarinna. Hon fick inga barn, medan hennes make andra hustru, Yehenara, som inte var kejsarinna utan "kejserlig gemål", fick en son 1856. 

### Regent
Vid makens död 1861, blev hon och Yehenara gemensamt förmyndare och regenter för Tongzhi-kejsaren, och senare för Guangxu-kejsaren. Hon fick då namnet Cian, "Moderlig och lugnande", och titeln "Kejsarmodern, änkekejsarinnan", medan Yehenara fick namnet Cixi, "Moderlig och lyckosam" och titeln "Heliga moder änkekejsarinnan"; på grund av de bodde i östra respektive västra delen av den förbjudna staden, blev de kända som östra respektive västra änkekejsarinnan.           
Cian var reellt endast nominell regent och sällan politiskt aktiv: hennes mest kända handling som regent är att hon år 1869 lät avrätta Cixis favorit, eunucken An Dehai, då han under en resa till Shandong pressade pengar ur folk. Hon avled hastigt och oväntat 1881 efter ett anfall av illamående under en mottagning, och ryktades ha blivit förgiftad.

## Eftermäle
Cian har ofta porträtterats som en tyst, tillbakadragen, lugn och mjuk personlighet som hänsynslöst utmanövrerades av Cixi. Historiker har dock framhållit att hennes passivitet snarare torde ha berott på ointresse för annat än hennes personliga behov, och ett lugnt lyxliv i det kejserliga palatset.